# Reggenza di Deiyai
La reggenza di Deiyai (in indonesiano: Kabupaten Deiyai) è una reggenza dell'Indonesia, situata nella provincia di Papua centrale.